# 545
Évszázadok: 5. század – 6. század – 7. század
Évtizedek: 490-es évek – 500-as évek – 510-es évek – 520-as évek – 530-as évek – 540-es évek – 550-es évek – 560-as évek – 570-es évek – 580-as évek – 590-es évek
Évek: 540 – 541 – 542 – 543 –  544 – 545 – 546 – 547 – 548 – 549 – 550

## Események

### Bizánci Birodalom
- A bizánci-gót háborúban Totila osztrogót király kifosztja Beneventumot és lerombolja a falait.
- Vigilius pápa nem hajlandó elfogadni a Iusztinianosz császár által kiadott rendeletet három egyházi írás eretnekké nyilvánításáról, ezért a császár Konstantinápolyba rendeli. Novemberben a bizánci tisztviselők mise közben vezetik el a pápát, hogy felszállítsák egy hajóra. Ennek ellenére az egyházfőt hónapokig ideig Szicílián tartják. Decemberben Totila ostrom alá veszi Rómát és a pápa a szicíliai Syracusából gabonával megrakott hajókat küld a város megsegítésére, de a flottát a Tevere torkolatánál a gótok elfogják.
- A patthelyzetbe jutott lazicai háborúban a bizánciak és a perzsák öt évre szóló fegyverszünetet kötnek.
- Iusztinianosz a balkáni herulokhoz küldi Narszész hadvezért, hogy zsoldosokat toborozzon az itáliai háborúhoz.

### Korea
- Meghal Anvon, Kogurjo királya. Utóda legidősebb fia, Jangvon.

## Születések
- Abdalláh ibn Abd al-Muttalib, Mohamed próféta apja

## Halálozások
- Clotilda, I. Chlodwig frank király felesége
- Szent Medárd, Noyon püspöke
- Anvon, kogurjói király

## Fordítás
- Ez a szócikk részben vagy egészben  a(z)   545 című francia Wikipédia-szócikk ezen változatának fordításán alapul.  Az eredeti cikk szerkesztőit annak laptörténete sorolja fel. Ez a jelzés csupán a megfogalmazás eredetét és a szerzői jogokat jelzi, nem szolgál a cikkben szereplő információk forrásmegjelöléseként.